# Kvenland
Le Kvenland (ou pays des Kvènes) est une région historique mentionnée dans plusieurs sources médiévales scandinaves et anglo-saxonnes. Son emplacement exact reste incertain, mais elle est généralement située à l'est de la chaîne des Alpes scandinaves, dans les zones correspondant au nord de la Suède, à l'ouest de la Finlande et au Finnmark norvégien, autour du golfe de Botnie.

## Sources historiques
La première mention connue du Kvenland apparaît dans l'Orosius en vieil anglais, rédigé vers la fin du IXe siècle. Ce texte, commandé par le roi Alfred le Grand, inclut le récit du voyageur norvégien Ohthere de Hålogaland, qui décrit les Cwenas (Kvènes) comme un peuple vivant au nord de la Suède et en conflit avec les Norvégiens.
La Historia Norwegiæ, rédigée au XIIe siècle, mentionne également le Kvenland comme une région distincte. Les sagas islandaises, notamment la Saga d'Egill et le Hversu Noregr byggðist, évoquent le Kvenland comme un royaume doté de ses propres souverains, mêlant éléments historiques et légendaires.

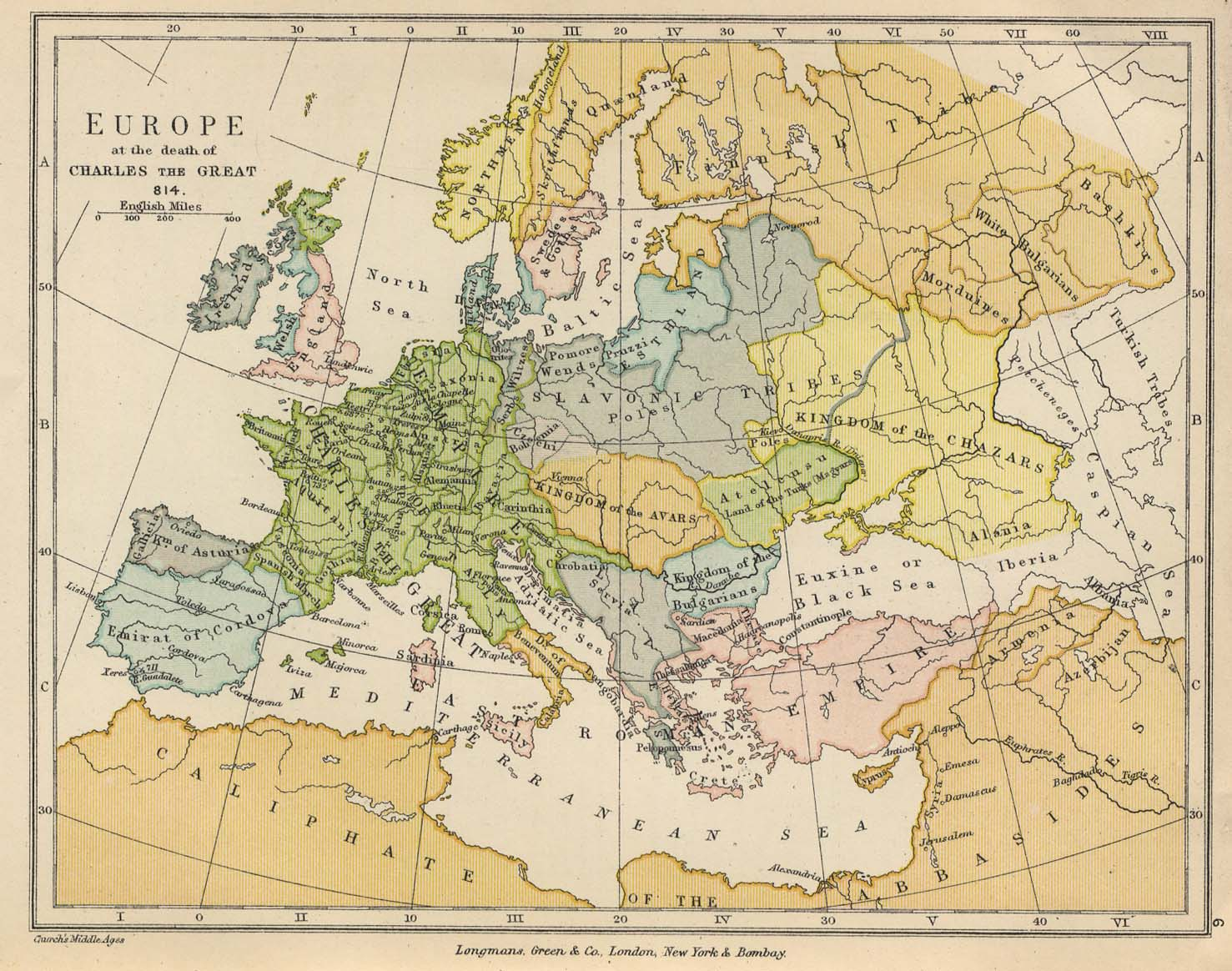
Carte anglaise datant de 1905 figurant l’Europe à la mort de Charlemagne et où est mentionné le « Quænland ».

## Localisation

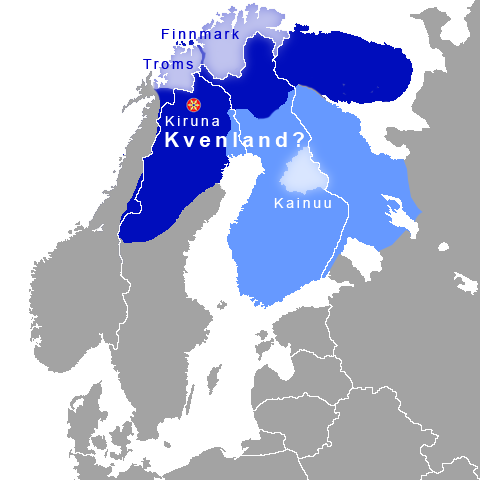
Localisation du Kvenland parmi les zones habitées autrefois par les Samis (bleu clair) et récemment par les Finlandais (bleu foncé, y compris les Caréliens).

Selon les descriptions médiévales, le Kvenland se situerait autour du golfe de Botnie, dans une zone aujourd'hui partagée entre le Norrland suédois, la Finlande occidentale et le Finnmark norvégien. Les interprétations varient en raison des différences entre les compas vikings et modernes : les points cardinaux étaient alors décalés de 45°, ce qui complique la lecture des sources anciennes.

### Hypothèses toponymiques et contradictions géographiques
L'étude d'Aurélien Sauvageot (« Du nouveau sur le Kvenland », Revue internationale d'onomastique, 1959) souligne la diversité des représentations médiévales du Kvenland. Selon la tradition finnoise, le terme Kainuu, équivalent de Kvenland, désignerait une région située en Ostrobotnie, à l'extérieur nord-ouest de la Finlande actuelle, près de la Suède, et potentiellement le long de la côte orientale du golfe de Botnie.
Cette localisation est cependant contredite par d'autres sources : l'explorateur Ottar, dans une géographie rapportée à Alfred le Grand, place le Cwenland au nord, à proximité de la Norvège ; la Saga d’Egil Skallagrimsson le situe après Helsingland et avant la Finlande et la Carélie  ; Adam de Brême le localise sur la route maritime entre la Suède et la Scythie ; tandis que la tradition populaire finnoise évoque un Kainuu près de l'Estonie.
Ces divergences suggèrent que le nom Kvenland pourrait correspondre à des régions différentes selon les traditions et les époques, rendant l'interprétation géographique unique difficile à établir.

## Dans les sagas
Dans la Saga d'Egill, le roi Faravid du Kvenland s'allie avec le Norvégien Thorolf Kveldulfsson pour combattre les Caréliens. D'autres sagas, comme l'Orkneyinga saga, mentionnent des rois mythiques tels que Fornjót, qui aurait régné sur le Kvenland, la Finlande et le Gotland. Ces récits situent le Kvenland à l'est du golfe de Botnie, dans une région bordant la mer Blanche (Gandvík).

## Héritage moderne et minorité kvène
Bien que principalement évoqué dans des sources médiévales, le Kvenland a laissé une empreinte durable dans l'identité de la minorité kvène en Norvège. Les Kvènes (ou Kainulaiset en finnois) sont un peuple finnophone ayant immigré dans le nord de la Norvège entre le XVIe siècle et le XIXe siècle, principalement depuis la Finlande et la Suède (Tornédalie). Ils sont aujourd'hui reconnus comme une minorité nationale en Norvège depuis 1999, et leur langue, le kvène, est protégée depuis 2005 comme langue minoritaire selon la Charte européenne des langues régionales ou minoritaires.
Les Kvènes parlent une langue proche du finnois, mais distincte, appelée kvène ou kainun kieli. Cette langue est enseignée dans certaines écoles du Finnmark, et fait l'objet d’un effort de revitalisation culturelle. Des institutions telles que l'Institut kvène de Børselv, le Musée kvène de Vadsø ou le Centre culturel kvène de Halti œuvrent à la préservation de cette culture.

### Revitalisation linguistique
Le kvène est considéré comme une langue en danger. Le Conseil de l'Europe recommande à la Norvège de renforcer les moyens de redynamiser les langues minoritaires, notamment par la formation d'enseignants, la production de matériel pédagogique et la sensibilisation du public. Des initiatives locales et universitaires visent à standardiser la langue kvène, à créer des dictionnaires et à promouvoir son usage dans les médias et l’éducation.

### Débat historiographique
Le lien entre le Kvenland médiéval et les Kvènes modernes fait l'objet de débats historiographiques. Certains chercheurs, notamment en Norvège, considèrent que le terme Kven désignait un groupe ethnique distinct dès le IXe siècle, tandis que d'autres, en Finlande, associent les Kvènes aux Kainulaiset et situent le Kvenland dans la région de Cajanie. Le manque de sources suédoises ou finlandaises anciennes mentionnant explicitement le Kvenland renforce l’idée que ce terme était principalement utilisé dans les sources norroises.